# 실크커텐 저편
"실크 커텐 저편"(Silk curtain jeopyeon)는 한국에서 제작된 오덕제 감독의 1991년 드라마 영화이다. 김기석 등이 주연으로 출연하였고 정화자 등이 제작에 참여하였다.

## 출연

### 주연
- 김기석
- 주민희

### 조연
- 오희찬
- 석근명
- 조미선
- 이승민
- 김용미
- 진효선

## 기타
- 촬영부: 이천도
- 촬영부: 성종무
- 조명: 김기수
- 조명부: 배상룡
- 조명부: 양건모
- 조명부: 김태식
- 그립: 김명락
- 조연출: 홍금례
- 스크립터: 서경숙
- 붐어시스턴트: 손인호
- 분장: 류경옥